# 皮特沙伊德
皮特沙伊德（法語：Putscheid），又译普柴德，是卢森堡东北部的一个市镇和村庄，属于菲安登县。 